# Marosvölgyi Noémi
Marosvölgyi Noémi (1993. július 16.–) tízszeres magyar bajnok tornász, rúdsportban egyéni és páros világbajnok (2016), Európa-bajnok, hétszeres magyar bajnok, kétszeres Pole Artistic Hungary győztes, World Globe Dance Pole-díjas, rúdsport oktató, ruhatervező.

## Élete és pályafutása

### Tornászként
Elég későn, kilenc évesen kezdett el tornászként sportolni. A KSI-ben kezdte, majd a Budapesti Postás SE versenyzőjeként folytatta. A Postásban edzője Forgó András és Kersák Viktória volt. 2006–2009 között négy alkalommal nyert junior magyar bajnokságot. Hat éven át volt magyar válogatott tornász, számos hazai és nemzetközi versenyen ért el sikereket.
2008. áprilisban a junior országos bajnokság összetett egyéni versenyében ezüstérmet szerzett. Ugyanebben az évben októberben az országos szerenkénti bajnokságon a junior lányok között ugrásban, felemás korláton és gerendán is aranyérmes, talajon ezüstérmes volt. Két héttel később tagja volt a Liberecben rendezett Olimpiai Reménységek Tornáján első helyet megszerző magyar válogatottnak. Novemberben a Matolay Elek-emlékversenyen a nemzetközi mezőnyben a Budapesti Postás csapatával a 3. helyen végzett. 2009-ben részt vett a Maccabi világjátékokon.
Tornász karrierjének 16 éves korában egy sérülés vetett véget. Ezután artista lett, többféle számot kipróbált, 2011-ben lovas zsoké volt a Magyar Nemzeti Cirkuszban, végül erőemelő számokat mutatott be. 2012-ben érettségizett, pályáját artistaként folytatta, külföldi fellépések, szerződések váltották egymást.

### Rúdsportolóként
Az érettségi után másfél évvel fedezte fel a rúdsportot, amelyre először csak hobbiként tekintett, majd a szenvedélyévé vált. Alig fél évvel később, 2015-ben már magyar bajnokságot nyert az elit felnőtt női egyéni kategóriában. Eredményével kvalifikációt szerzett a IPSF londoni világbajnokságára, amelyen a világranglista 38. helyezettjeként a 9. helyet szerezte meg. Korábban magyar versenyző még sosem került a világranglista első tíz helyezettje közé. 2015-ben első helyezést ért el a Pole Artistic Hungary és a Pole Fitness Beauty Queen versenyen is.
2016-ban az EAPAU Európa-bajnokságán egyéniben az 1. helyen végzett, párosban a 2. helyet szerezték meg. Ugyanebben az évben megnyerte a World Pole Dance Globe-versenyt, a WAAPA világbajnokságon egyéniben és párosban is aranyérmet szerzett. A European Pole Sport Globe versenyen egyéniben első lett, és megnyerte a legjobb rudas trükkök különdíját.
2017-ben a Nemzetközi Rúdsport Szövetség (IPSF) világbajnokságán a második helyen jutott be a döntőbe, ahol végül a 11. helyen végzett. 2017-ben egy ezüst- és egy bronzérmet szerzett a rúdtánc világbajnokságon. Ugyanebben az évben a POSA Európa-bajnokságon 4. helyezett, a POSA világbajnokságon az 5. helyet szerezte meg.
2018-ban negyedszer nyerte meg a női elit kategória országos bajnoki címét. Ebben az évben a Pole Art Hungary versenyen a 3. helyen végzett, majd megnyerte a Pole Artistic Hungary verseny "Art" kategóriáját, és megkapta a "leglátványosabb előadás" különdíját, míg a Classy Glamour kategóriában a 3. helyet szerezte meg.
2019-ben ötödször is a dobogó legmagasabb fokára állhatott, és meghívást kapott a Las Vegasban megrendezett Pole Expóra, amelyen a világ 14 legjobb rúdsportolója vehetett részt.
2018-ban a Ninja Warrior Hungary versenyben első és egyetlen nőként teljesítette a pályát, és a középdöntőbe jutott.

## Edzőként, rúdtánc oktatóként
Korábban már Fit-Kid és rúdsport bajnokokat készített fel versenyekre, koreográfiákat csinált, tánctársulatnak tanított akrobatikát. 2019-ben nyitotta meg saját stúdióját.
Rendszeresen tart workshopokat belföldön és külföldön is dinamikus kombinációk, forgások, akrobatika, elemek fotózáshoz a rúdon, talaj akrobatika, nyújtás és forgó rudas összekötések témákban. Olyan technikákat és trükköket mutat be, amely segítenek a rudas pózok és kombinációk biztonságos kivitelezésében.

## Ruhatervezőként
Olyan edzőruhát szeretett volna, amit szívesen visel edzés közben, nem zavaró és kényelmes. Ezért kezdett el ruhákat tervezni. Ehhez ő szerzi be az anyagokat, keresi a mintákat, ötletel-fejleszt. Megalapította az MN Wear márkát.